# Zone de protection paysagère de Szatmár-Bereg
La Zone de protection paysagère de Szatmár-Bereg (hongrois : Szatmár-Beregi Tájvédelmi Körzet, prononcé [ˈsɒtmaɾ bɛɾɛgi ˈtaːjveːdɛlmi ˈkøɾzɛt]) est une aire protégée située dans le comitat de Szabolcs-Szatmár-Bereg, au sud-est de Vásárosnamény à la frontière entre la Hongrie et l'Ukraine, et dont le périmètre est géré par le Parc national de Hortobágy.